# Platygaster laticornis
Platygaster laticornis är en stekelart som beskrevs av Peter Neerup Buhl 2004. Platygaster laticornis ingår i släktet Platygaster och familjen gallmyggesteklar. Inga underarter finns listade i Catalogue of Life.